# Seleção da Finlândia de Hóquei no Gelo
A Seleção da Finlândia de Hóquei no gelo representa a Finlândia nas competições oficiais da Federação Internacional de Hóquei no Gelo (FIHG).